# Anthony Taylor (cestista)
Anthony Paul Taylor (Los Angeles, 30 novembre 1965) è un ex cestista statunitense, professionista nella NBA e in Italia.

## Carriera
È stato selezionato dagli Atlanta Hawks al secondo giro del Draft NBA 1988 (44ª scelta assoluta).
Con gli Stati Uniti ha disputato le Universiadi di Zagabria 1987.